# Bildstock (Poppenroth, Poppenrother Straße 30)

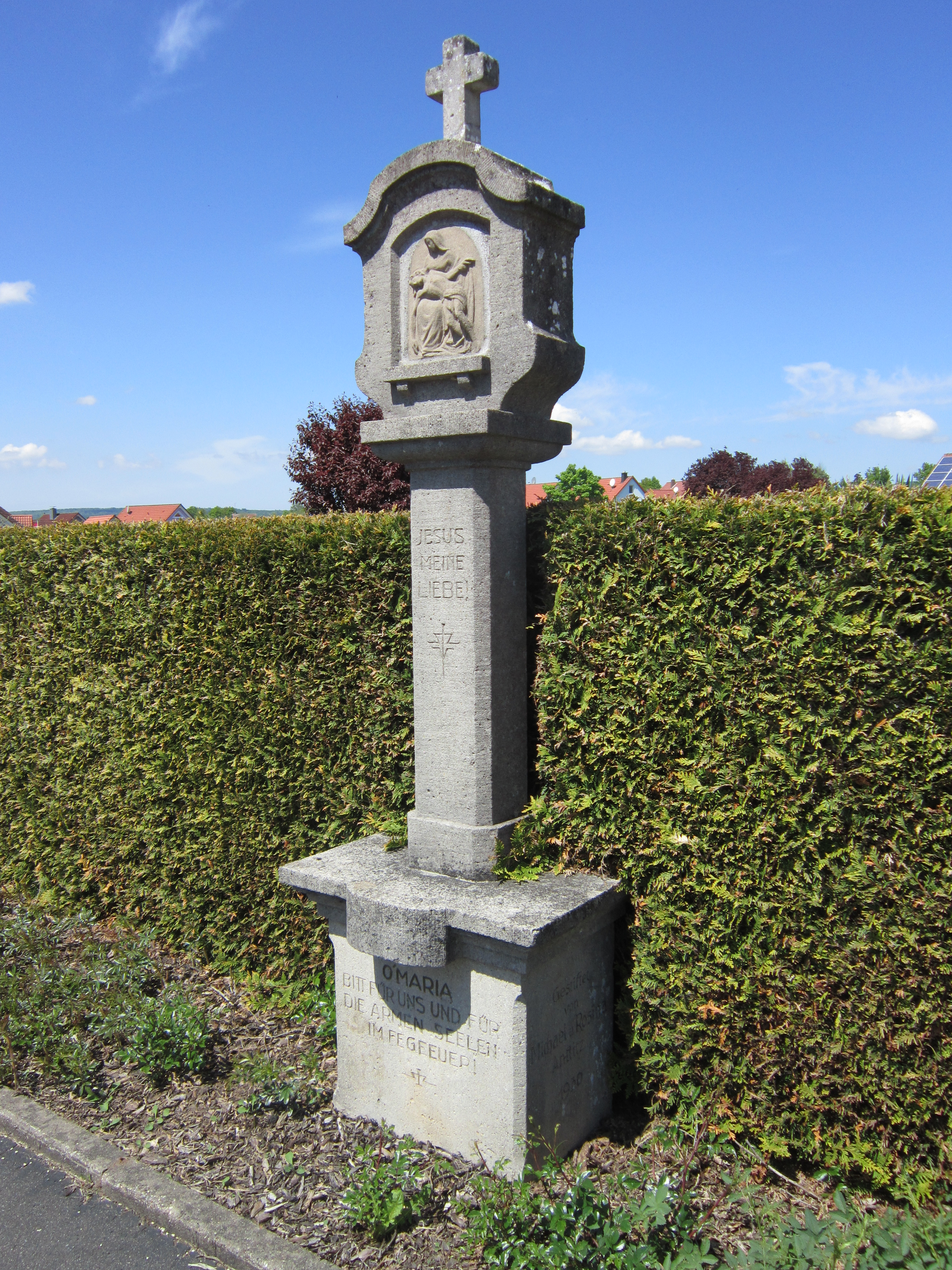
Bildstock, Poppenrother Straße 30, Poppenroth

Der Bildstock an der Poppenrother Straße 30 befindet sich in Poppenroth, einem Stadtteil von Bad Kissingen, der Großen Kreisstadt des unterfränkischen Landkreises Bad Kissingen. Es gehört zu den Bad Kissinger Baudenkmälern und ist unter der Nummer D-6-72-114-212 in der Bayerischen Denkmalliste registriert.

## Beschreibung
Der Bildstock entstand im Jahr 1930 und besteht aus Kunststein. Der vierteilige Bildstock besteht aus Fundament, Tischsockel, Schaft und Aufsatz. Auf dem versenkten Fundament befindet sich der 62 cm hohe Tischsockel. Das Prisma ist 55 cm hoch, 50 cm breit und 40 cm tief. und trägt eine 12,5 cm hohe, 70 cm lange und 54 cm tiefe Platte mit einer kleinen Halbrundvorkragung in der Mitte. Darauf befindet sich ein Schaftsockel mit abgeschrägten Kanten (H = 12 cm, Kanten 17 / 4 / 16 / 6 / 17 / 6 / 16 cm) und darauf ein Schaft mit geschrägten Kanten (H = 80 cm, 17 / 4 / 15 / 4 / 17 / 4 / 15 cm) und ein Kapitell (H = 10 cm, Platte von 35 cm × 33 cm).
Das barockisierende Bildhaus ist 57 cm hoch, 20 cm tief und 50 cm breit, unten ausgebaucht, in der Mitte auf 40 cm verengt; darauf folgt ein vorspringendes glockenförmiges Dach. Das Abschlusskreuz ist 25 cm hoch und hat eine Balkenstärke von 6 cm × 5 cm. In der 32 cm hohen und 27 cm breiten Bildtafel befindet sich eine Pietà aus Kunststein. Die Schaftinschrift lautet:

„JE-SUS /
MEINE /
LIEBE“

 mit einer Blume darunter.
Die Inschrift auf dem Sockel lautet:

„O MARIA / BITT FÜR UNS UND / DIE ARMEN SEELEN / IM FEGEFEUER / (Stifterinschrift nicht mehr erkennbar; ehemals:) / GESTIF-TET VON MICHAEL UND ROSINA ANTITZ 1930:“

Im Jahr 1993 ließ Familie Hornung aus Kanada den Bildstock renovieren.